# Dana Gould
Dana Jonathan Gould, född 24 augusti, 1964, är en amerikansk komiker och skådespelare. Han är en av de mest framstående amerikansk-mexikanska skådespelarna. Gould gör bland annat en av rösterna i TV-serien Father of the Pride.